# Britholite-(Ce)
La britholite-(Ce) (simbolo IMA: Bri-Ce) è un minerale del supergruppo dell'apatite, all'interno del quale occupa un posto nel gruppo della britholite; appartiene alla famiglia minerale dei "silicati" e possiede composizione chimica (Ce,Ca)5(SiO4)3(OH).

## Etimologia e storia
Inizialmente chiamata britholite, ma successivamente rinominata in britholite-(Ce) per sottolineare la prevalenza del cerio nel composto del minerale, a differenza della britholite-(La) (dominata dal lantanio) e della britholite-(Y) (dominata dall'ittrio).
Il minerale fu trovato per la prima volta da Gustaf Flink nel 1897 in una pegmatite di nefelina-sienite nel complesso del monte Ilimmaasaq (Groenlandia), e provvisoriamente denominato "un minerale simile alla cappelenite". Il nome britholite fu dato nel 1901 da C. Winther, che descrisse il minerale. Prende il nome dal greco βρῖθος ('brithos', peso), riferendosi all'elevata gravità specifica del minerale.

## Classificazione
La classica nona edizione della sistematica dei minerali di Strunz, aggiornata dall'Associazione Mineralogica Internazionale (IMA) fino al 2009, elenca la britholite-(Ce) nella classe "9. Silicati (germanati)" e nella sottoclasse "9.A Nesosilicati; questa viene ulteriormente suddivisa in base alla presenza di anioni aggiuntivi e alla coordinazione dei cationi, in modo da trovare la britholite-(Ce) nella sezione "9.AH Nesosilicati con CO3, SO4, PO4, ecc.", dove forma il sistema nº 9.AH.25 insieme a britholite-(Y), clorellestadite, fluorbritholite-(Ce), fluorbritholite-(Y), fluorcalciobritholite, fluorellestadite e idrossilellestadite.
Tale classificazione rimane invariata anche nell'edizione successiva, proseguita dal database "mindat.org" e chiamata Classificazione Strunz-mindat, nella quale la britholite-(Ce), oltre ai minerali già citati, è in compagnia anche di britholite-(La), calciobritholite, mattheddleite, tritomite-(Ce) e tritomite-(Y).
Nella Sistematica dei lapis (Lapis-Systematik) di Stefan Weiß la britholite-(Ce) si trova nella classe dei "silicati" e nella sottoclasse dei "nesosilicati con anioni non tetraedrici"; qui è nella sezione dei minerali con "cationi con numeri di coordinazione compresi tra [8] e [12]; nesosilicati con gruppi [SO4]2-, [CrO4]2- e [PO4]3-" dove forma il sistema nº VIII/B.27 insieme a fluorellestadite, clorellestadite, idrossilellestadite, mattheddleite, britholite-(Y), britholite-(Ce), fluorbritholite-(Y), fluorbritholite-(Ce) e fluorcalciobritholite.
Anche la classificazione dei minerali di Dana, usata principalmente nel mondo anglosassone, elenca la britholite-(Ce) nella famiglia dei "silicati"; qui è nella classe dei "nesosilicati: gruppi SiO4 e O, OH, F e H2O" e nella sottoclasse dei "nesosilicati: gruppi SiO4 e O, OH, F e H2O con cationi in coordinazione [6] e/o > [6]" dove forma il sistema nº 52.04.09 insieme a britholite-(Y), fluorellestadite, idrossilellestadite, clorellestadite, mattheddleite, karnasurtite-(Ce) e fluorbritholite-(Ce).

## Abito cristallino
La britholite-(Ce) cristallizza nel sistema esagonale con il gruppo spaziale P63/m (gruppo nº 176) con i parametri reticolari a = 9,61(2) Å e c = 7,03(2) Å, oltre ad avere 2 unità di formula per cella unitaria.

## Origine e giacitura
La britholite-(Ce) è stata trovata nelle sieniti nefeliniche, nelle pegmatiti e nei depositi di contatto a esse correlati; i minerali associati sono allanite, andradite, diopside, fluorite, pirocloro, titanite, vesuvianite e zircone.
La britholite-(Ce) è stata trovata in numerosi siti sparsi per il mondo. Tra i molti, si ricorda innanzitutto la sua località tipo, nel complesso del monte Ilimmaasaq in Groenlandia.
Altri siti di ritrovamento, solo per citarne alcuni, sono: Italia (Ercolano, Campagnano di Roma, Pitigliano); Germania (Mendig); Finlandia (Savukoski); molti siti della Norvegia (come per esempio Porsgrunn, Larvik e Sandefjord); Portogallo (isola di Madera), ma anche Romania, Ungheria, Polonia, Spagna e Ucraina.
Fuori dall'Europa la britholite-(Ce) è stata trovata in molti Stati tra i quali, sempre per citarne alcuni, Russia, Angola, Stati Uniti, Corea del Sud e Corea del Nord, Sudafrica, Malawi, Madagascar, Cina e Mongolia.

## Forma in cui si presenta in natura
La britholite-(Ce) forma cristalli a forma di prisma esagonale con dimensioni fino a 1 cm, ma forma anche aggregati granulari o massicci.
Il minerale è da trasparente a traslucido, ma anche opaco, con lucentezza da vitrea a grassa. Il colore va dal rosa pallido al rosa, ma può essere anche azzurro pallido, marrone, marrone verdastro, giallo, marrone resina, nero e pure incolore.

## Caratteristiche chimico-fisiche
La britholite-(Ce), a causa del suo contenuto di torio pari al 18,25%, è radioattiva. Tenendo conto delle proporzioni degli elementi radioattivi nella formula molecolare idealizzata e dei successivi decadimenti della serie di decadimento naturale, per il minerale viene fornita un'attività specifica di circa 8,178 kBq/g (per confronto, il potassio naturale ha un'attività specifica pari a 0,0312 kBq/g).
Il minerale è solubile in acido cloridrico (HCl).